# Chimalhuacán
Chimalhuacán is een stad in de deelstaat Mexico. Het maakt deel uit van de agglomeratie van Mexico-Stad en is de hoofdplaats van de gemeente Chimalhuacán. Het is gelegen op 30 kilometer van het centrum van Mexico-Stad. Chimalhuacán heeft 703.215 inwoners (census 2020), een aantal dat snel toeneemt.
Chimalhuacán is in 1259 gesticht door Tolteken.